# Asz-Szu’ajb
Asz-Szu’ajb (arab. الشعيب) – wieś w Syrii, w muhafazie Aleppo, w dystrykcie Dżarabulus. W 2004 roku liczyła 984 mieszkańców.